# یواس‌اس کاپیتان (اس‌اس-۳۳۶)
یواس‌اس کاپیتان (اس‌اس-۳۳۶) (به انگلیسی: USS Capitaine (SS-336)) یک زیردریایی است که طول آن ۳۱۱ فوت ۹ اینچ (۹۵٫۰۲ متر) می‌باشد. این زیردریایی در سال ۱۹۴۴ ساخته شد.